# Зубко Федір Іванович
Зубко Федір Іванович (1893? - 1920?) - "чорний" отаман повстанського руху півдня України.
Федір Іванович народився  в селі Михайлівка Мелітопольського уїзду у бідній багатодітній сіелянській родині. У роки Першої світової був артилеристом і дослужився до звання фельдфебеля. У 1917-му Федір Іванович підтримав Лютневу, а після і Жовтневу революції. В кінці того ж року він вернувся в рідне село і розпочав свою "революційну кар'єру" як більшовицький симпатик, очоливши ревком сусіднього села Петрівки.
У 1918 році Петрівку захопили австро-угорські війська, а Зубко було заарештовано. Уникнути шибениці допоміг один з місцевих вартовий допомігши втекти всьому Петрівському ревкому.
Влітку 1918 року Зубко почав створювати повстанський загін, який до зустрічі з Нестором Махно у вересні вже налічував більше як 50 бійців. З моменту зустрічі Федір Зубко позиціонується як анархо-комунист. Стає регіональним отаманом, б'є дрібні загони варти та реквізіційні підрозділи, розорює хутора місцевих багатіїв та садиби поміщиків. У грудні загін налічує 200 бійців з двома кулеметами і гарматою.
На початку січня 1919 року отаман Зубко був призначений командиром 5-го полку ( в 750 бійців ) та 4-ї Олександрівської бойової ділянки фронту. Вже 8 січня частини Зубко розпочали облогу міста Олександрівськ, який обороняли петлюрівці. Вже за два тижні махновці взяли місто.
Після підписання 26 січня угоди між Махно та більшовиками  про входження частин махновців до 1- ї Задніпровської дивізії Червоної армії, Зубко, не бажаючи входити до Червоної армії став організовувати повстанський рух на заході Мелітопольщини. У лютому об'єднаними загонами ці повстанці розбивають білогвардійців у селі Благодатне. Після цього разом зі своїм загоном наступає на південь і захопивши рідний район переводить свій повстанській загін на положення підрозділу селянської самооборони, заклавши підвалини майбутньої "зубківську республіки".
Діяльність селянських загонів самооборони в українськи селах не влаштовувала більшовистську владу, заважала проводити продрозверстку, колективізацію, роззброєння та встановленню прямої диктатури. Тому коли конфлікт набув силової форми основний загін отамана відійшов у Херсонську губернію. Та вже через місяць повстанці, скориставшись панічною втечею Червоної армії з терен північної Таврії, вертаються в Павлівку і Петрівку відновлюючи діяльність "республіки" і штаба її оборони. До "армії" Зубко долучилися червоноармійці з відступаючих загонів а до його "республіки" дюжина сіл і з десяток хуторів в районі від Сиваша до Дніпра.
28 червня 1919 року група генерала Виноградова (1800 бійців) захопила Мелітополь, перекривши залізничне сполучення і заглибившись у степи Таврії, намагаючись захопити Чонгарський міст. Отаман Зубков неодноразово атакував білогвардійців зі своєю "армією", але його 700-800 бійців не були спроможні на рівних тягатися з групою регулярних військ білих. Тому, не дивлячись на те, що отаман Зубко був оголошений більшовиками поза законом, він зумів домовитись з командиром Кримської Червоної армії передати гармати з їх командами з бронепоїздів які знищувалися під своє керівництво для стримування наступу білих і цим дозволити Кримській армії вийти з оточення за Дніпро. Однак в той час, як повстанці Зубко стримували удари білогвардійців, в тил їм вдарили підрозділи Г. Кочергіна ( командира 4-ї бригади 58-ї дивізії РСЧА). Червоні обстрілювали повстанців з гармат, розстрілювали полонених.
Опинившись між двома вогнями, зубківці не витримали боротьби на два фронти. Білі знищили їх "республіку" а червоні роззброїли, а самого отамана намагалися заарештувати і віддати під трибунал. Федору Івановичу вдалося втекти з дюжиною бійців, інші ж бійці з його загону перейшли до Махно. З армією Махно "зубківці" повернулися до своїх сіл у середині жовтня 1919 року. А в січні 1920-го до Північної Таврії прийшла Червона армія і радянська влада. І хоча отаман Федір Зубко залишався поза законом, декілька місяців після повернення в рідне село його ніхто не чіпав. лиш 8 травня комендант села запросив Зубко і декількох колишніх лідерів партизан до себе "на нараду", де Зубко разом з ще двома повстанцями заарештували і відправили на сусідню станцію Рикове. Більше Федора Івановича Зубко ніхто не бачив, скоріше за все, він був розстріляний в НК або Особливому відділі 13-ї радянської армії.
1. ↑  Перевод ст. В. Чоп "Атаман Федор Зубко" [Архив] - Форум | www.makhno.ru. www.makhno.ru. Архів оригіналу за 13 лютого 2020. Процитовано 13 лютого 2020.
2. ↑  Атаманщина | Виктор Савченко | LoveRead.ec - читать книги онлайн бесплатно. loveread.ec. Процитовано 12 лютого 2020.